# Meryle Secrest
June Meryle Secrest, geb. Doman (* 23. April 1930 in Bath, England) ist eine amerikanische Autorin und Journalistin, die vor allem für ihre Biographien von Künstlern und Musikern bekannt ist.

## Leben
Meryle Doman wurde in England geboren und wuchs dort auf. Ihr Vater Albert Edward Doman war Werkzeugmacher, ihre Mutter Olive Edith Doman, geborene Love, war Fabrikarbeiterin. 1948 wanderte die Familie zusammen mit Meryle nach Kanada aus. Meryle Doman begann 1949 als Redakteurin für das Ressort Frauen der Hamilton News in Hamilton (Ontario) zu arbeiten. 1950 wechselte sie die Zeitung und arbeitete bis 1951 als Korrespondentin für die Bristol Evening Post aus Bristol. 1953 heiratete sie in erster Ehe den Journalisten David Waight Secrest und nahm dessen Namen an. Sie verließen Kanada und ließen sich in den USA nieder. 1957 nahm Meryle Secrest die amerikanische Staatsbürgerschaft an.
Nach mehreren journalistischen Zwischenstationen begann Secrest 1961 für die Washington Post zu arbeiten, erst als Autorin von Features, ab 1969 dann als Reporterin für das Ressort Kultur, und ab 1972 als Redakteurin und Kunstkritikerin. 1975 gab sie ihre Festanstellung bei der Post auf, und arbeitet von nun an als Freie Journalistin für die Post, die New York Times und andere Publikationen. 1981 erhielt sie ein Guggenheim-Stipendium. Von 2002 bis 2004 war Secrest Professorin für Englisch an der George Mason University in Fairfax, VA. Secrest lebt in Washington, D.C.
In ihrer Arbeit für die Washington Post spezialisierte sie sich schnell darauf, ausführliche Interviews mit Künstlern und Schriftstellern zu führen, so mit Leonard Bernstein oder Anaïs Nin. Als Verfasserin einer ganzen Reihe von Biographien von berühmten Personen aus der Kunst- und Musikwelt setzte sie diese Arbeit fort, darunter Biographien der Kunsthistoriker bzw. Kunstsammler Bernard Berenson, Kenneth Clark und Joseph Duveen, der Musiker und Komponisten Leonard Bernstein, Richard Rodgers und Stephen Sondheim, der Künstler Salvador Dalí und Romaine Brooks sowie des Architekten Frank Lloyd Wright. Ihre Biographie des Kunstsammlers Berenson wurde 1980 für den Pulitzer-Preis und 1981 für den American Book Award nominiert. 2006 wurde sie als eine von zehn Empfängern in diesem Jahr mit der National Humanities Medal ausgezeichnet.
In ihren Biographien konzentriert sich Secrest auf die psychologischen Motive der beschriebenen Personen und sucht nach inneren Wendepunkten und Konflikten. Zum eigentlichen Werk der Künstler enthalten ihre Biographien nur wenig Informationen, was der Kulturhistoriker Louis Menand im New Yorker sowohl als sinnvolle Beschränkung wie auch als Schwäche beschreibt: Secrest, die gleichermaßen über surrealistische Maler, symbolistische Malerinnen, Kunsthändler, Kunsthistoriker, Musical-Komponisten, klassische Dirigenten und Architekten schreibt, ist offensichtlich keine Expertin auf all diesen Gebieten. Somit birgt ihr Zugang die Gefahr, nur die Neugier ihrer Leser über die Schwächen von großen Künstlern zu befriedigen, ohne wirklich zum Verständnis von deren Schaffen beizutragen.

## Werke
- Between Me and Life: A Biography of Romaine Brooks. Doubleday, Garden City (NY) 1974, ISBN 0-385-03469-5.
- Being Bernard Berenson. Holt, Rinehart and Winston, New York 1979, ISBN 0-03-018411-8.
- Kenneth Clark: A Biography. Weidenfeld and Nicolson, London 1984, ISBN 0-297-78398-X.
- Salvador Dalí. Dutton, New York 1986, ISBN 0-525-24459-X.
- Frank Lloyd Wright: A Biography. Knopf, New York 1992, ISBN 0-394-56436-7.
- Leonard Bernstein: A Life. Knopf, New York 1994, ISBN 0-679-40731-6.
- Stephen Sondheim: A Life. Knopf, New York 1998, ISBN 0-679-44817-9
- Somewhere for Me: A Biography of Richard Rodgers. Knopf, New York 2001, ISBN 0-375-40164-4.
- Duveen: A Life in Art. Knopf, New York 2004, ISBN 0-375-41042-2.
- Shoot the Widow: Adventurers of a Biographer in Search of Her Subject. Knopf, New York 2007, ISBN 0-307-26483-1. (Autobiographie von Secrest und Betrachtungen über das Verfassen von Biographien im Allgemeinen.)